# Mycena rorida
Mycena rorida, comúnmente conocido como Mycena resbaladiza, o  Roridomyces roridus, es una especie de hongo basidiomicetos de la familia Mycenaceae.

## Características
Es de color amarillo sucio a color blanquecino. La forma del sombrero (Píleo (micología)) es  convexa y suele medir entre 5 a 15 milímetros de diámetro. El tallo está cubierto por una, resbaladiza capa de limo grueso. Esta especie puede ser bioluminiscentes, y es uno de los causantes de varias especies de fuego fatuo.